# Yauheni Hutarovich
Yauheni Hutarovich (Minsk, 29 de noviembre de 1983) es un ciclista bielorruso que fue profesional entre 2007 y 2016, es considerado como uno de los mejores ciclistas de su país en la modalidad de ruta, ya que comparte junto a Vasil Kiryienka y Kanstantsin Siutsou el hito de ser los únicos ciclistas de su territorio en ganar al menos una etapa de las tres Grandes Vueltas del ciclismo, además de tener más resultados importantes dentro del circuito profesional.
Fue farolillo rojo en el Tour de Francia 2009 y vencedor de una etapa en la Vuelta a España 2010, considerada su victoria más importante.

## Palmarés
| 2003 (como amateur) - 3.º en el Campeonato de Bielorrusia en Ruta 2007 - 1 etapa del Tour de Poitou-Charentes - 3.º en el Campeonato de Bielorrusia en Ruta 2008 - 1 etapa de los Tres Días de Flandes Occidental - Campeonato de Bielorrusia en Ruta - 2 etapas de la Vuelta a Burgos 2009 - 2 etapas del Tour del Mediterráneo - 1 etapa del Circuit de Lorraine - Gran Premio del Somme - Campeonato de Bielorrusia en Ruta 2010 - 2 etapas del Tour del Mediterráneo - 1 etapa del Circuit de Lorraine - 1 etapa del Tour de Polonia - 1 etapa de la Vuelta a España | 2011 - 1 etapa de la Estrella de Bessèges - Coppa Bernocchi - Trittico Lombardo (ver nota) - 1 etapa del Tour de Poitou-Charentes - 2.º en el UCI Europe Tour 2012 - Campeonato de Bielorrusia en Ruta - 2 etapas del Tour de l'Ain 2014 - Gran Premio del Somme - Campeonato de Bielorrusia en Ruta - 1 etapa del Tour de Polonia 2015 - 3 etapas de la Tropicale Amissa Bongo 2016 - 1 etapa de la Tropicale Amissa Bongo |

## Resultados en Grandes Vueltas y Campeonatos del Mundo
| Carrera         | Carrera         | 2007 | 2008 | 2009  | 2010  | 2011 | 2012 | 2013 | 2014  | 2015 | 2016 |
| --------------- | --------------- | ---- | ---- | ----- | ----- | ---- | ---- | ---- | ----- | ---- | ---- |
|                 | Giro de Italia  | —    | Ab.  | —     | —     | —    | —    | —    | —     | —    | —    |
|                 | Tour de Francia | —    | —    | 156.º | —     | —    | Ab.  | —    | —     | —    | —    |
|                 | Vuelta a España | —    | —    | —     | 135.º | —    | —    | —    | 134.º | —    | —    |
| Mundial en Ruta | Mundial en Ruta | —    | Ab.  | —     | 51.º  | 27.º | —    | —    | Ab.   | Ab.  | 31.º |

—: no participa

Ab.: abandono

## Equipos
- U. V. Aube (2006)
- Roubaix Lille Métropole (2007)
- Française des Jeux (2008-2012)
  - Française des Jeux (2008-2010)
  - FDJ (2010-2011)
  - FDJ-Big Mat (2012)
- Ag2r La Mondiale (2013-2014)
- Bretagne/Fortuneo (2015-2016)
  - Bretagne-Séché Environnement (2015)
  - Fortuneo-Vital Concept (2016)